# Bahnstrecke Bomlitz–Walsrode
| Station Bomlitz mit Altwerk Wolff |                         |                                               |                                               |
| Kursbuchstrecke (DB): | 163 (bis 1991), ex 217g |                                               |                                               |
| Spurweite: | 1435 mm (Normalspur)    |                                               |                                               |
| Stromsystem: | bis 1976: 600 V =       |                                               |                                               |
| |                         |                                               |                                               |
| \| \| \| Werksgleise Altwerk Bomlitz \| \| \| \| 3,6 \| Bomlitz \| Bomlitz \| \| \| \| Bomlitz \| \| \| \| 2,6 \| Kiebitzort \| Kiebitzort \| \| \| \| Werksgleis Werk Kiebitzort \| \| \| \| \| Werksgleis Werke Fuchsberg und Röpersberg \| \| \| \| \| Werkbahn zum Werk Löverschen bei Visselhövede \| \| \| \| 1,9 \| Benefeld \| Benefeld \| \| \| \| Werkbahn Eibia bis Honerdingen \| \| \| \| \| Warnau \| \| \| \| \| ehem. Bahnstrecke von Visselhövede \| \| \| \| 0,066,4 \| Cordingen \| Cordingen \| \| \| \| Böhme \| \| \| \| \| Eigentumsgrenze Industriepark Walsrode / DB \| \| \| \| \| Heidebahn von Buchholz (Nordheide) \| \| \| \| 62,0 \| Walsrode \| Walsrode \| \| \| \| nach Verden \| \| \| \| \| Heidebahn nach Hannover \| \| |                         |                                               |                                               |
| Strecke |                         | Werksgleise Altwerk Bomlitz                   | Werksgleise Altwerk Bomlitz                   |
| Dienststation / Betriebs- oder Güterbahnhof | 3,6                     | Bomlitz                                       | Bomlitz                                       |
| Brücke über Wasserlauf |                         | Bomlitz                                       | Bomlitz                                       |
| ehemaliger Haltepunkt / Haltestelle | 2,6                     | Kiebitzort                                    | Kiebitzort                                    |
| Abzweig geradeaus und von rechts |                         | Werksgleis Werk Kiebitzort                    | Werksgleis Werk Kiebitzort                    |
| Abzweig geradeaus und von rechts |                         | Werksgleis Werke Fuchsberg und Röpersberg     | Werksgleis Werke Fuchsberg und Röpersberg     |
| Abzweig geradeaus und ehemals von rechts |                         | Werkbahn zum Werk Löverschen bei Visselhövede | Werkbahn zum Werk Löverschen bei Visselhövede |
| ehemaliger Haltepunkt / Haltestelle | 1,9                     | Benefeld                                      | Benefeld                                      |
| Abzweig geradeaus, ehemals nach links und ehemals von links |                         | Werkbahn Eibia bis Honerdingen                | Werkbahn Eibia bis Honerdingen                |
| Brücke über Wasserlauf |                         | Warnau                                        | Warnau                                        |
| Abzweig geradeaus und ehemals von rechts |                         | ehem. Bahnstrecke von Visselhövede            | ehem. Bahnstrecke von Visselhövede            |
| Dienststation / Betriebs- oder Güterbahnhof | 0,066,4                 | Cordingen                                     | Cordingen                                     |
| Brücke über Wasserlauf |                         | Böhme                                         | Böhme                                         |
| Wechsel des Eisenbahninfrastrukturunternehmens |                         | Eigentumsgrenze Industriepark Walsrode / DB   | Eigentumsgrenze Industriepark Walsrode / DB   |
| Abzweig geradeaus und von links |                         | Heidebahn von Buchholz (Nordheide)            | Heidebahn von Buchholz (Nordheide)            |
| Bahnhof | 62,0                    | Walsrode                                      | Walsrode                                      |
| Abzweig geradeaus und nach rechts |                         | nach Verden                                   | nach Verden                                   |
| Strecke |                         | Heidebahn nach Hannover                       | Heidebahn nach Hannover                       |

Die Bahnstrecke Bomlitz–Walsrode ist eine Zweigstrecke der Heidebahn Hannover–Hamburg in Niedersachsen und wird derzeit als Anschlussbahn von der Havelländischen Eisenbahn (HVLE) betrieben.

## Streckenführung
Die Bahnstrecke besteht aus zwei Abschnitten unterschiedlicher Entstehung und Trassenführung:
- Bomlitz–Gleisdreieck–Cordingen (erbaut und elektrifiziert 1915 als Werkbahn Wolff & Co.)
- Cordingen–Vogelpark–Walsrode (erbaut 1890 als Staatsbahnstrecke Hannover–Visselhövede)

Betrieblich in Zusammenhang mit der Bahn stand die Walsroder Teilstrecke der Bahnstrecke Verden (Aller)–Walsrode Nord. Die gesamte Strecke Bomlitz–Altenboitzen trägt auch den Namen Jordan-Bomlitz-Bahn, da sie vom Tal des Jordanbaches ins Bomlitztal führt.
Bemerkenswert an der Streckenführung des Werkbahnabschnittes sind die deutlichen Steigungen, die das bewegte Gelände in den Tälern der Bomlitz und der Warnau erzwang. Der Haltepunkt Kiebitzort und der Bahnhof Bomlitz konnten nicht waagerecht angelegt werden.

## Geschichte

### Abschnitt Bomlitz–Cordingen

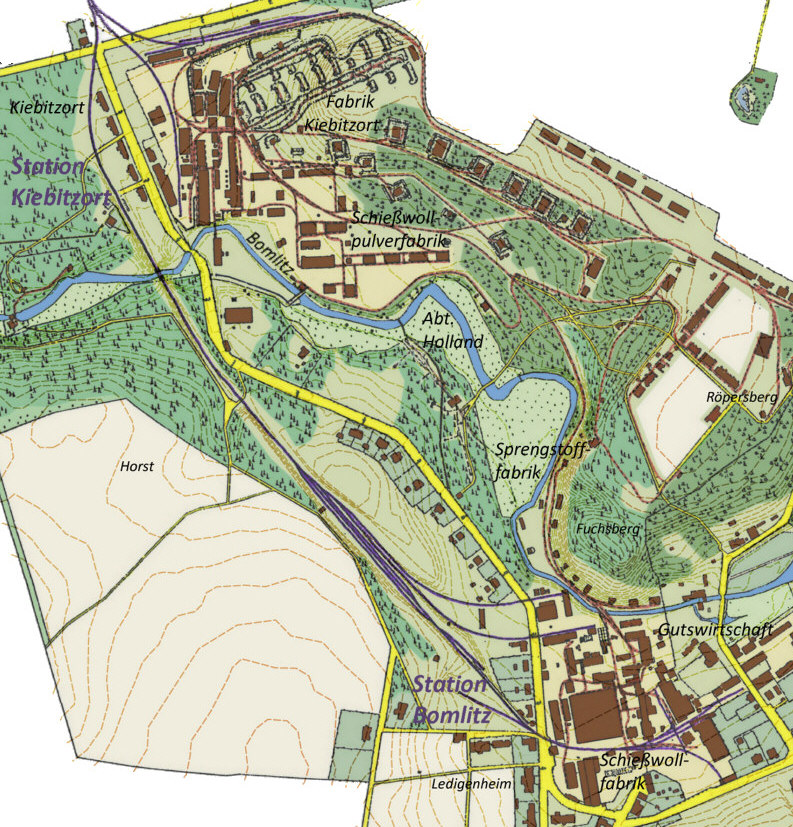
Werkbahngleise in Bomlitz um 1917
violett: Normalspur, braun: Feldbahn
Kartenausrichtung: Nordwest

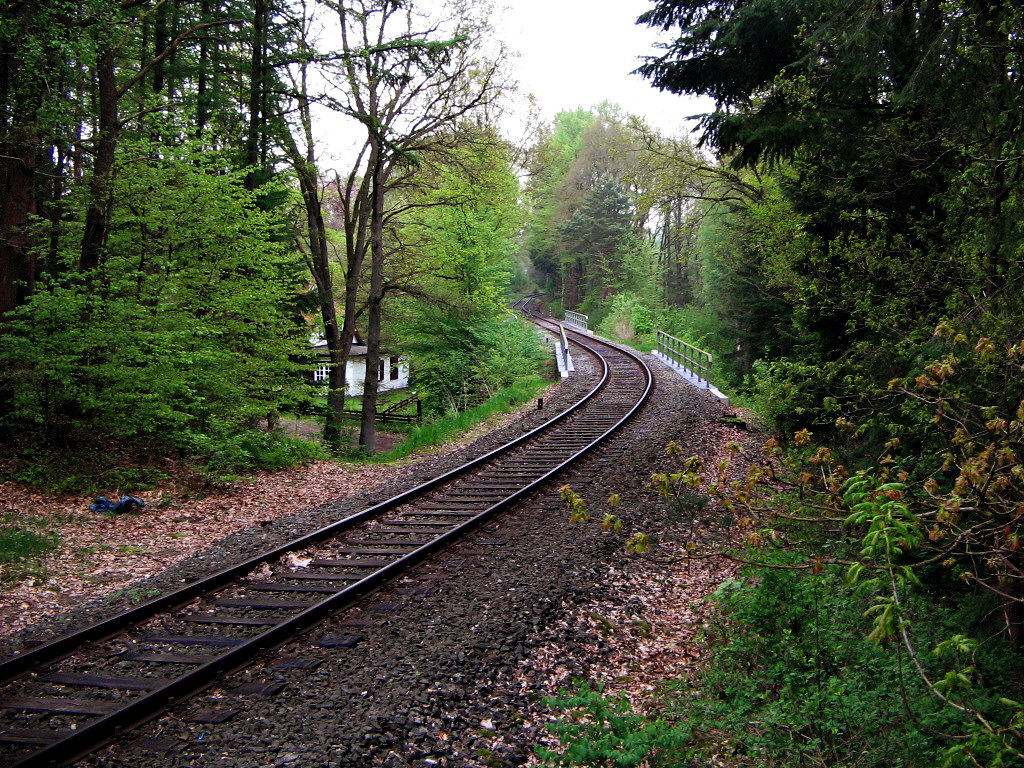
Strecke im Warnautal bei Benefeld

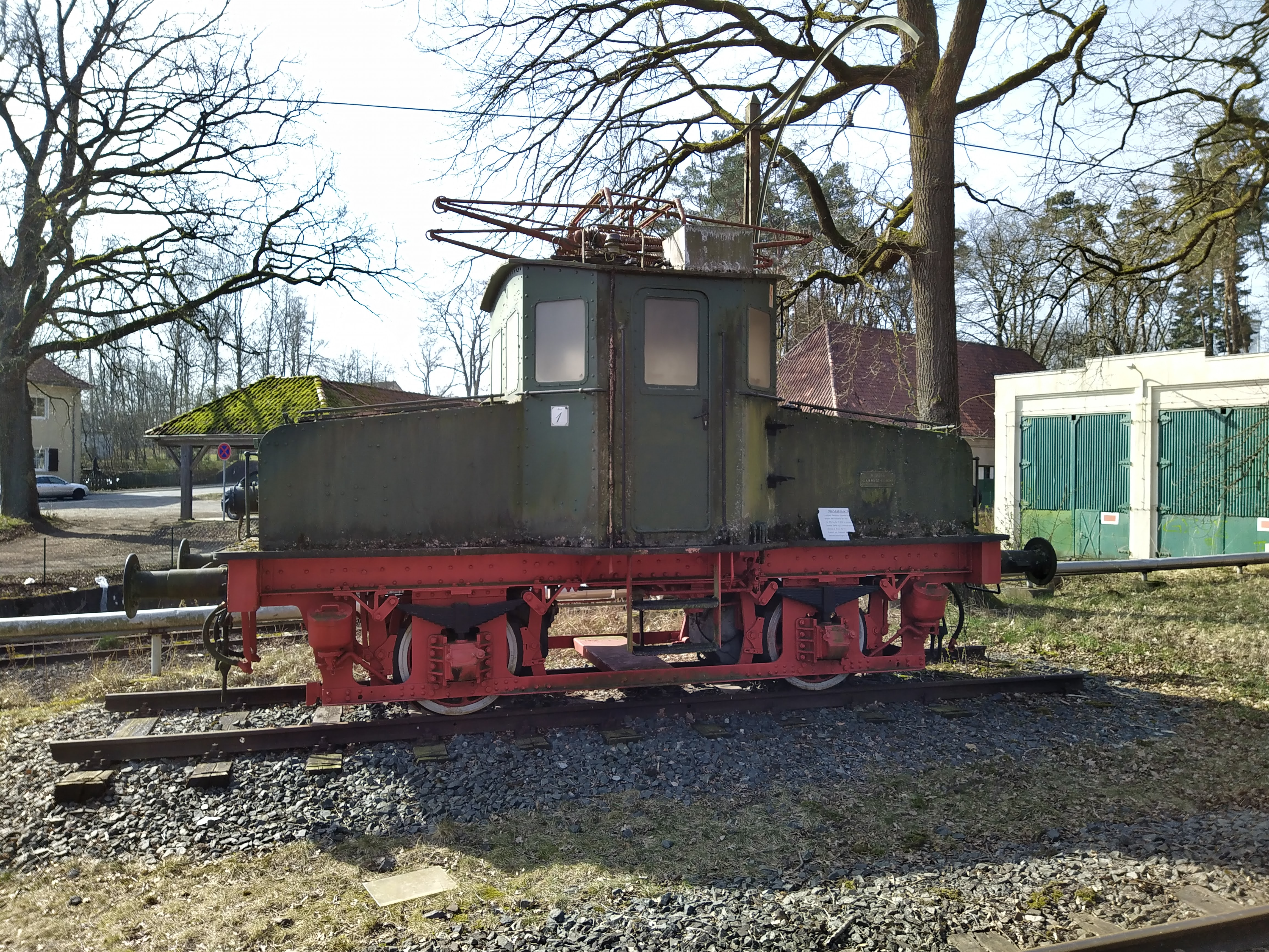
E-Lok 1 als Denkmal in Bomlitz

Einen ersten Vorläufer hatte der werksinterne Streckenabschnitt in einem Feldbahnnetz der Firma Wolff & Co., das zwischen 1875 und 1945 bestand. Die Firma Wolff stellte vor allem Schwarzpulver und rauchschwache Pulver her. Die normalspurige Werkbahn von Cordingen nach Bomlitz wurde am 15. Mai 1915 bis Kiebitzort eröffnet und 1916 vollendet. Zunächst wurde eine Dampflokomotive eingesetzt, doch noch im Jahr 1915 wurde die Bahn mit 600 Volt Gleichspannung elektrifiziert. Sie war damit die erste elektrisch betriebene Eisenbahnstrecke im Gebiet des heutigen Niedersachsens. Dafür standen drei Elektrolokomotiven zur Verfügung, ab 1943 vier. Seit den dreißiger Jahren wurden aber auch Dieselloks im wachsenden Werksverkehr eingesetzt. Für den durchgehenden Personenverkehr Bomlitz–Walsrode wurde 1940 ein gebrauchter Benzol-Triebwagen beschafft.
Ab 1938 zweigte über ein Gleisdreieck am Haltepunkt Benefeld eine Verbindung ab, die über die Werkbahn der Munitionsfabrik Eibia den Bahnhof Honerdingen an der Strecke Walsrode–Soltau erreichte. Über diese Strecken wurde ab 1939 ein leistungsfähiger Einbahnverkehr abgewickelt. 1944 hatten die Werkbahnen eine Länge von 31,6 Kilometer.
Nach 1945 wurden die Werkbahnen erheblich zurückgebaut. Statt Explosivstoffen wurden in den Bomlitzer Werksanlagen nun vorwiegend Zellulose-Produkte hergestellt.
Ab 1977 wurde der elektrische Betrieb auf das Werksgelände beschränkt und 1979 vollständig eingestellt. Die Oberleitung ist seitdem abgebaut,  nur im Bahnhof Bomlitz steht unter einstigem Fahrdraht die Lok 1 (in Dienst von 1916 bis 1976; Ab 1915 waren die Loks 2 und 3 in Betrieb.).
Bis zum 31. Mai 1991 führte die Werkbahn der Wolff Walsrode AG auch beschränkt öffentlichen Personenverkehr durch, der ab 1942 bis Walsrode ausgedehnt worden war. Neben den Triebwagen gab es auch eigene Personenwagen. Zuletzt wurden von der Deutschen Bundesbahn angemietete Reisezugwagen eingesetzt. Da diese ab 1991 nicht mehr zur Verfügung standen, wurde der Personenverkehr ganz auf Busse umgestellt. Der Fahrplan war zuvor praktisch bis auf den Schülerverkehr geschrumpft.
Der Güterverkehr dient den Betrieben im Industriepark Walsrode, die überwiegend aus der Wolff Walsrode AG hervorgegangen sind. Mit Stand ca. 2007 wurden jährlich um die 60.000 Tonnen über die Schiene transportiert.

### Abschnitt Cordingen–Walsrode
Der Abschnitt Cordingen–Walsrode ist Teil der zwischen Cordingen und Rotenburg stillgelegten Bahnstrecke Hannover–Bremervörde.

### Gesamtstrecke ab 1997
Zum 1. Januar 1997 erwarb die Wolff AG auch den Streckenabschnitt Cordingen–Walsrode von der Deutschen Bahn. Die Firma Probis, eine Tochtergesellschaft von Dow Wolff Cellulosics, übernahm 2002 die Infrastruktur. Die Betriebsführung lag seit 1. März 2002 bei den Osthannoverschen Eisenbahnen (OHE). Seit 2021 ist die Infrastruktur im Besitz der DDP Specialty Products Germany GmbH & Co. KG (DDP), ein Unternehmen der International Flavors & Fragrances Inc. mit Sitz in New York, das auch den Industriepark betreibt. Der Betrieb der Anschlussbahn obliegt der Havelländischen Eisenbahn (HVLE).

## Touristischer Verkehr
Wie auch auf anderen Strecken der OHE führte die Arbeitsgemeinschaft Verkehrsfreunde Lüneburg e. V. auf dieser Strecke und dem Walsroder Streckenstück Walsrode–Altenboitzen der Bahnstrecke Verden (Aller)–Walsrode Nord einzelne Sonderfahrten mit dem Heideexpress durch, wofür auch ein neuer Haltepunkt am Weltvogelpark Walsrode eingerichtet werden sollte. Dieser neue Haltepunkt wurde nicht errichtet, und das Streckenstück südlich Walsrode ist inzwischen nicht mehr befahrbar.

## Fahrzeuge
1970 wurde eine MaK G 700 C beschafft und als Nr. 8 bezeichnet, die wegen ihrer Höchstgeschwindigkeit von 60 km/h die Führung der Personenzüge übernahm. Eine Zugheizeinrichtung hatte die Lokomotive aber nicht. 2002 wurde sie verkauft.